# Нюя Північна
Нюя Північна (рос. Нюя Северная) — село у Ленському улусі Республіки Сахи Російської Федерації.
Населення становить 190  осіб. Належить до муніципального утворення Мурбайський наслег.

## Історія
Згідно із законом від 30 листопада 2004 року органом місцевого самоврядування є Мурбайський наслег.

## Населення
| 2002 | 2010 |
| ---- | ---- |
| 168  | ↗190 |